# SEAT Ibiza
Seat Ibiza první generace byla vyrobena v první polovině 80. let v době, kdy automobilka Seat procházela obdobím nelehké transformace. Přechodně znárodněná automobilka hledala novou identitu, výrobní strategii a zároveň i ekonomickou budoucnost. Vedle smlouvy o výrobní a obchodní spolupráci uzavřené v září 1982 s koncernem Volkswagen se právě Ibiza stala základním kamenem nového rozvoje značky Seat.

## První generace (021a)

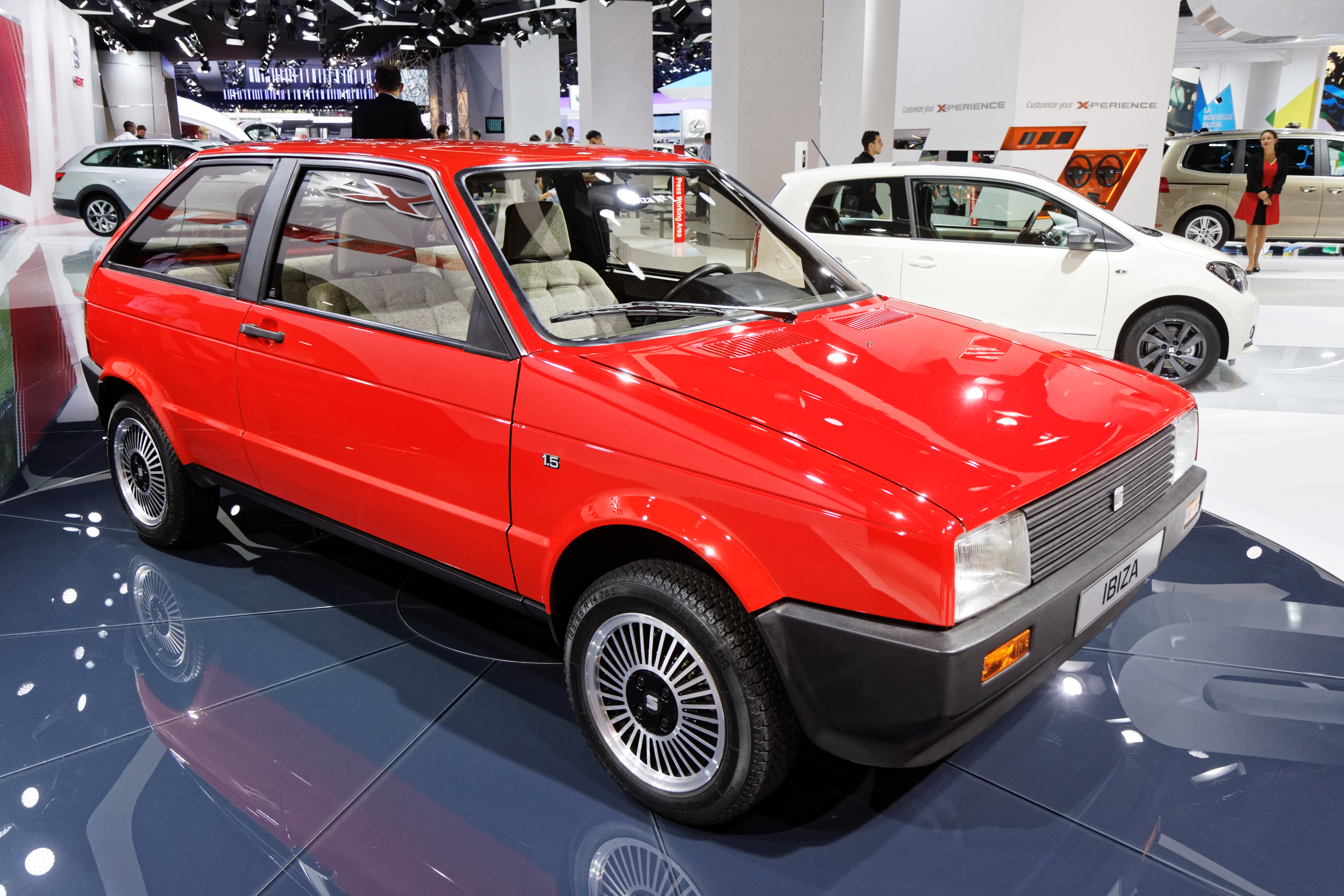
Seat Ibiza 021a - Začátek produkce

První vozy Seat Ibiza byly vyrobeny v závodě Zona France u Barcelony koncem dubna 1984, oficiální premiéru měl nový automobil v červenci. Výroba začala 3,65 m dlouhou třídveřovou variantou karoserie, s variabilním zavazadlovým prostorem, kterou navrhl Giorgetto Giugiaro, šéf turínského studia Ital Design. Pro tuto novou Ibizu, spolu se sedanem Seat Málaga, byly navrženy nové motory, uložené vpředu napříč pohánějící přední kola. Jejich vývoj, výrobu hlavy motoru a několik dalších součástí, kapalinou chlazených spalovacích motorů OHC o objemu 1.2 l, 1.5 l a 1.7 l pro Seat zajišťoval renomovaný stuttgartský výrobce sportovních vozů Porsche, proto byly doplněné nápisem Systém Porsche na ventilovém víku spolu s logem Seat. Za tento ozdobný prvek platil Seat podíl z každého prodaného kusu.

## Druhá generace (6K1)

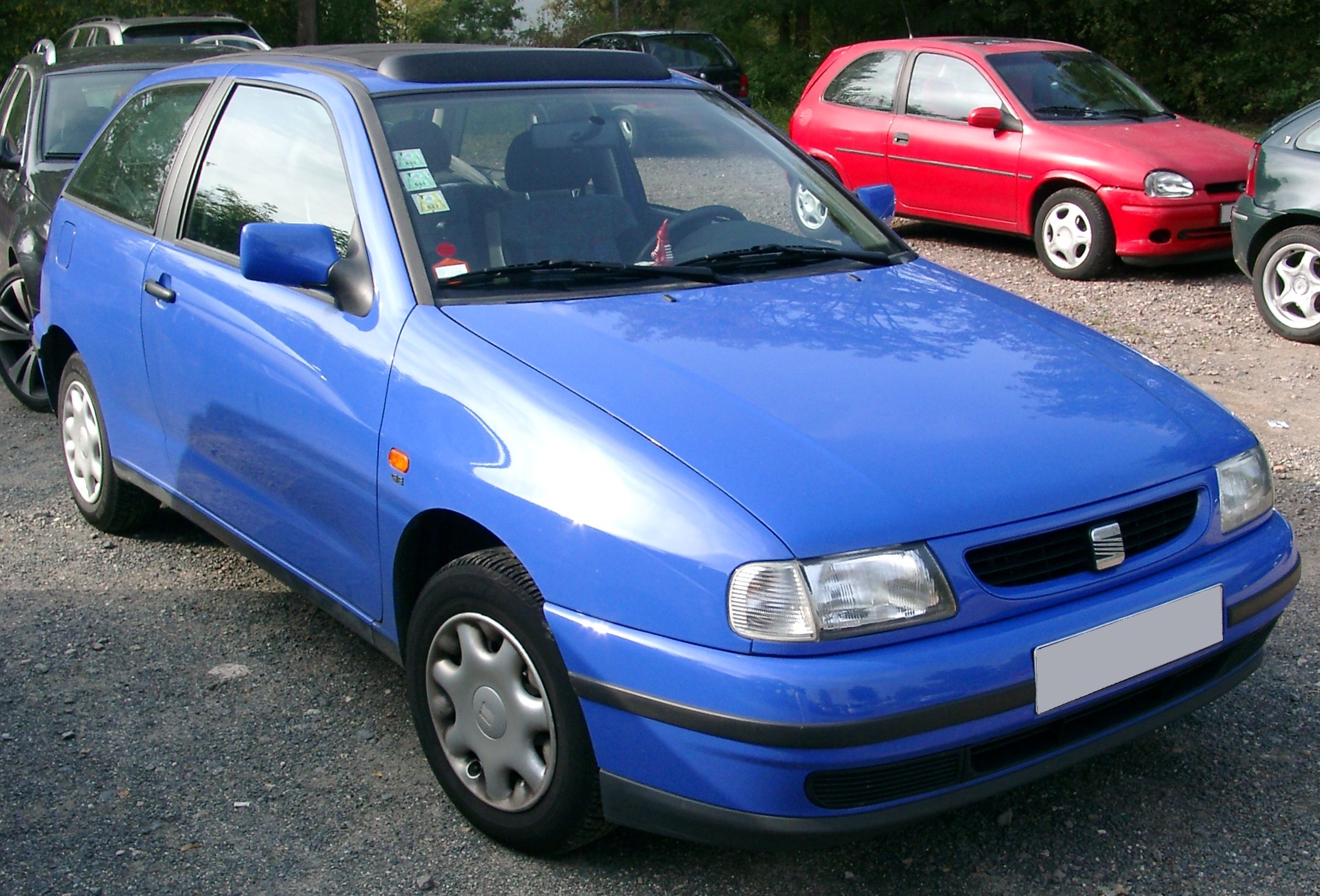
Ibiza druhé generace z let 1993–1999

V květnu 1993 debutovala na autosalonu v Barceloně zcela nová Ibiza druhé generace, prostornější 3,8 m dlouhý vůz osobitého designu ve třídveřovém i pětidveřovém provedení. 
Ibiza využívala kombinaci platform příbuzného Pola třetí generace (podlahova plošina, zadní náprava a části interiéru) a Golfu třetí generace (přední náprava a zavěšení motoru). Diky tomu se vůz mohl pochlubit širokou paletou zážehových motoru o objemu 1,0 až 2,0 a výkonu 33 až 85 kW (45 až 115k), ale také atmosférickou i přeplňovanou verzí dieselu 1,9 L o výkonu 50 a 55 kW (68 a 75 k). Špičku nabídky tvořila sportovně laděná Ibiza GTI se šestnáctiventilovým motorem 1,8 L, jehož výkon 95 kW (129 k) ji umožňoval dosahovat rychlosti až 206 km/h a sprintovat z 0 na 100 km/h za 8,9 s. Koncem roku 1993 se vedle dvouprostorového modelu Ibiza objevil prodloužený sedan jménem Cordoba.

### Facelift druhé generace
Autosalón v Barceloně byl v květnu 1999 místem premiéry druhé generace vozu Ibiza s výrazně modernizovaným designem karoserie a novým výběrem motorů, jemuž dominovala přeplňovaná verze dvacetiventilového čtyřválce 1,8T o výkonu 115 kW (150 k), s niž nejrychlejší Ibiza dosáhne 220 km/h a z 0 na 100 km/h to zvládne za 7,9 s. Na své si ale přišli i příznivci úsporných turbodieselů TDI a moderních zážehových čtyřválců, včetně šestnáctiventilové verze motoru 1,4 L. Také Ibiza druhé generace po modernizaci potvrdila postavení nejoblíbenějšího vozu značky Seat a své nástupkyni připravila cestu k dalším úspěchům.

## Třetí generace (6L)

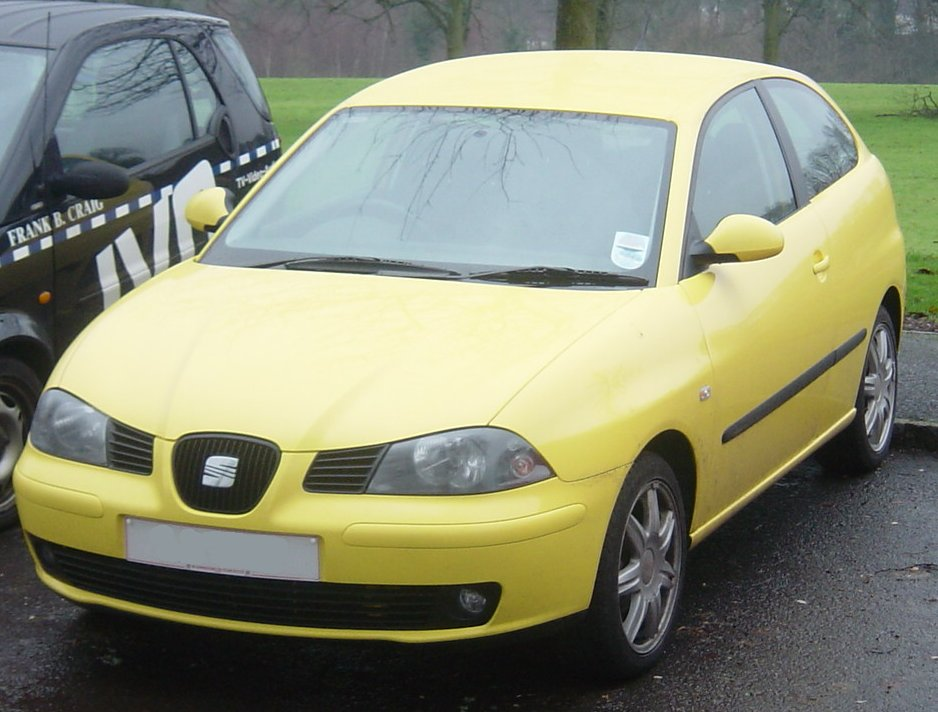
Ibiza třetí generace (2002–2009)

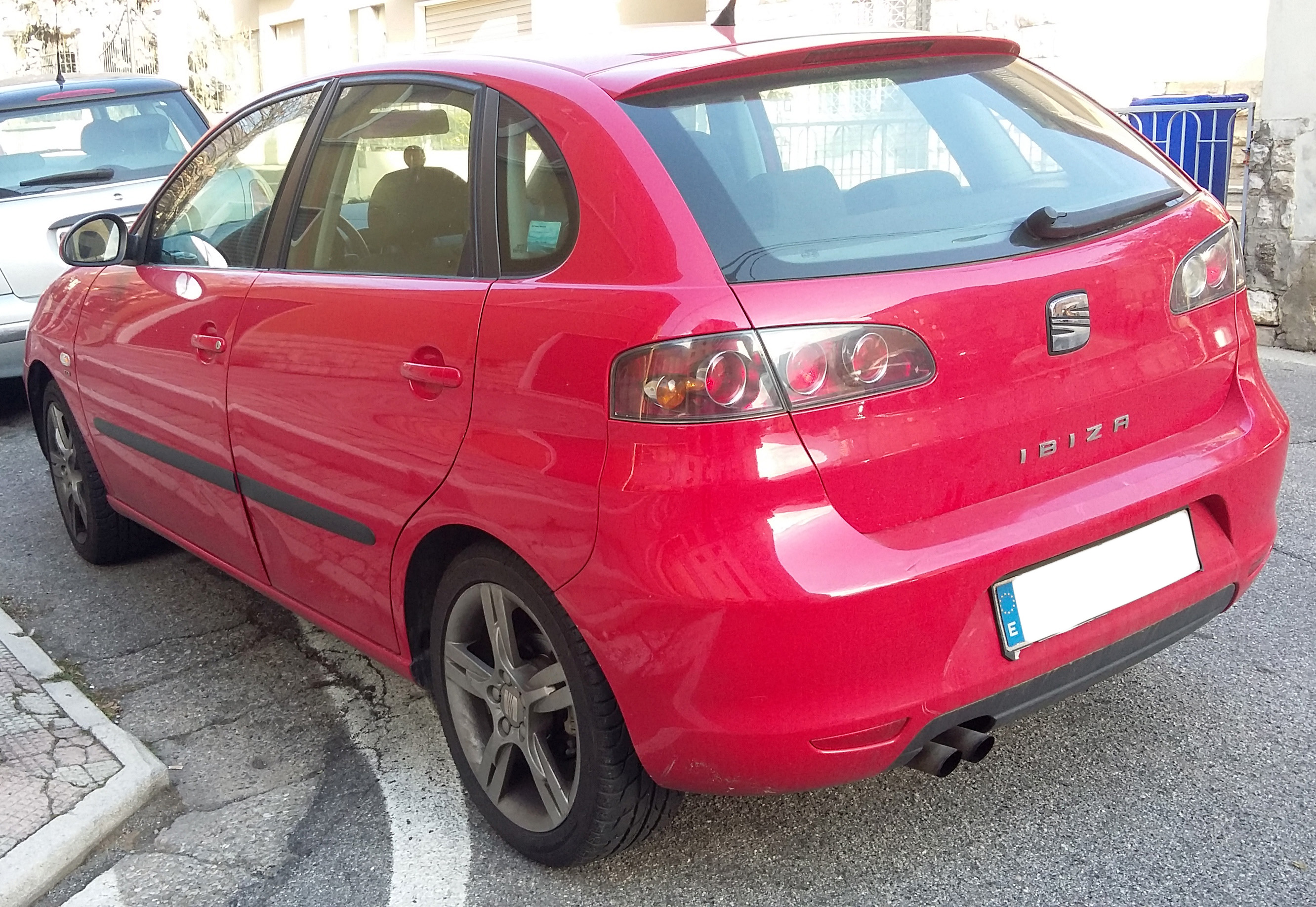
Seat Ibiza třetí generace, zadní

Na autosalonu v Boloni se v roce 2001 objevila Ibiza třetí generace. Ibiza přišla se širokým výběrem technologicky vyspělých benzínových motorů. V rozmezí od 1,2 HTP 40 a 47 kW/54 a 64 k (slabší se přestal nabízet v roce 2004) až po 1,8T 20V 132 kW/180 k (pro verzi Cupra), nebo si můžete zvolit výkonnou a přitom úspornou dieselovou řadu agregátů začínající u tříválcové 1.4 TDI 55 kW/ 75 k, pokračující přes atmosférickou 1,9 SDI 47 kW/ 64 k a vrcholící u přeplňované 1,9 TDI 118 kW/ 160 k ( pro verzi Cupra).
Ibiza dokázala v prestižní soutěži WHAT CAR? získat ocenění Auto roku 2003 až 2005. V crash testu Euro NCAP absolvovala Ibiza testy s výsledkem 26.42 bodů. Tomu odpovídají 4 hvězdičky z pěti možných. Koeficient aerodynamického odporu činí Cx = 0,31.
Objem kufru je 267 litrů, při sklopené zadní sedačce s místem k sedadlu/střeše: 665/960 litrů. V roce 2005 se objevily přepracované agregáty 1.4 TDI s výkony 51 a 59 kW/ 69 a 80 k, stejný rok znamenal konec pro atmosférické 1.9 SDI 47kW/ 64 k a 2.0 MPI 85kW/ 116 k. První a jediný facelift této generace proběhl v lednu 2006 - změnil se hlavně přední nárazník a víko kufru dostalo velký nápis IBIZA, podobnou změnou prošel i odvozený sedan Cordoba, ale ten nedostal nový přední nárazník, ovšem jeho zádi též vévodí modelový nápis CORDOBA. Motor 1.2 HTP 47 kW byl nahrazen silnější 51 kW variantou. Agregát 1.4 16V 74 kW vystřídala jen o málo silnější 1.6 16V 77Kw a základní 1.4 16V posílila z 55kW na 63 kW, slabší 55 kW verze se prodávala pouze se 4stupňovou automatickou převodovkou. Rok 2007 byl ve znamení zavedení slabší varianty 1.2 HTP 44kW/ 75 k. V roce 2008 se představila nová, v pořadí již čtvrtá, generace tohoto modelu. Starší generace se vyráběla dál jako model Ibiza PePe do roku 2009, ale byla výrazně zúžena její nabídka motorů - 1.2 HTP, 1.4 16V nebo 1.4 TDI. Stejný osud čekal i na sesterský model Cordoba, prodávaný také jako Cordoba PePe se stejnými motorizacemi a výbavou až do roku 2009.

## Čtvrtá generace
Čtvrtá generace modelu Ibiza přišla v roce 2008, právě když se SEATu podařilo překonat krizi. Design, označovaný jako Arrow Design, vychází ze studie SportCoupé Bocanegra, představené na autosalonu v Ženevě. Tento model vyjíždí na nové podvozkové platformě, kterou dostalo o něco později i VW Polo 5. generace. Nejdříve na trh přišel pětidveřový hatchback, následně třídveřový, označovaný jako SportCoupé (zkráceně SC) a v roce 2010 i praktické kombi Sport Tourer (zkráceně ST).
Pětidveřový model nabízí zavazadelník o objemu 292 litrů, model SC 284 litrů a kombi 430 litrů.
Zážehové motorizace toho modelu začínají na 1.2 HTP 44 a 51 kW, pokračují přes 1.4 16V 63 kW, až k 1.6 16V 77 kW. Vznětové agregáty zastupují tříválcová 1.4 TDI ve výkonech 51 a 59 kW a 1.9 TDI 77 kW, všechny naftové verze jsou se systémem vstřikování PD, neboli čerpadlo-tryska. 1.4 TDI 59 kW s filtrem pevných částic (označovaný jako DPF) sloužila i jako základ pro verzi ECOmotive. Tato verze spotřebuje pouze 3,7 l nafty na 100 km a vyprodukuje pouze 98 g CO2 na 1 km. V roce 2010 vystřídalo vstřikování PD, v Evropě populárnější, Common Rail (CR), s tím přišly i nové naftové motory TDI o objemu 1,6 l ve výkonech 55, 66 a 77 kW, které nahradily staré 1.9 TDI a 1.4 TDI. Premiéru má i nový tříválcový turbodiesel 1.2 TDI CR, který spotřebuje 3,4 litru nafty na 100 km. Stejný agregát má nově zastoupení i ve verzi ECOmotive místo dosavadní 1.4 TDI DPF 59 kW....

## Závodní verze

### Ibiza skupiny A
Ibiza skupiny A se představila na portugalské rallye v roce 1995. Vůz tehdy řídil Erwin Weber. Jeho druhý start byl na Acropolis rallye 1995, kde zvítězil.

### Ibiza Kit Car

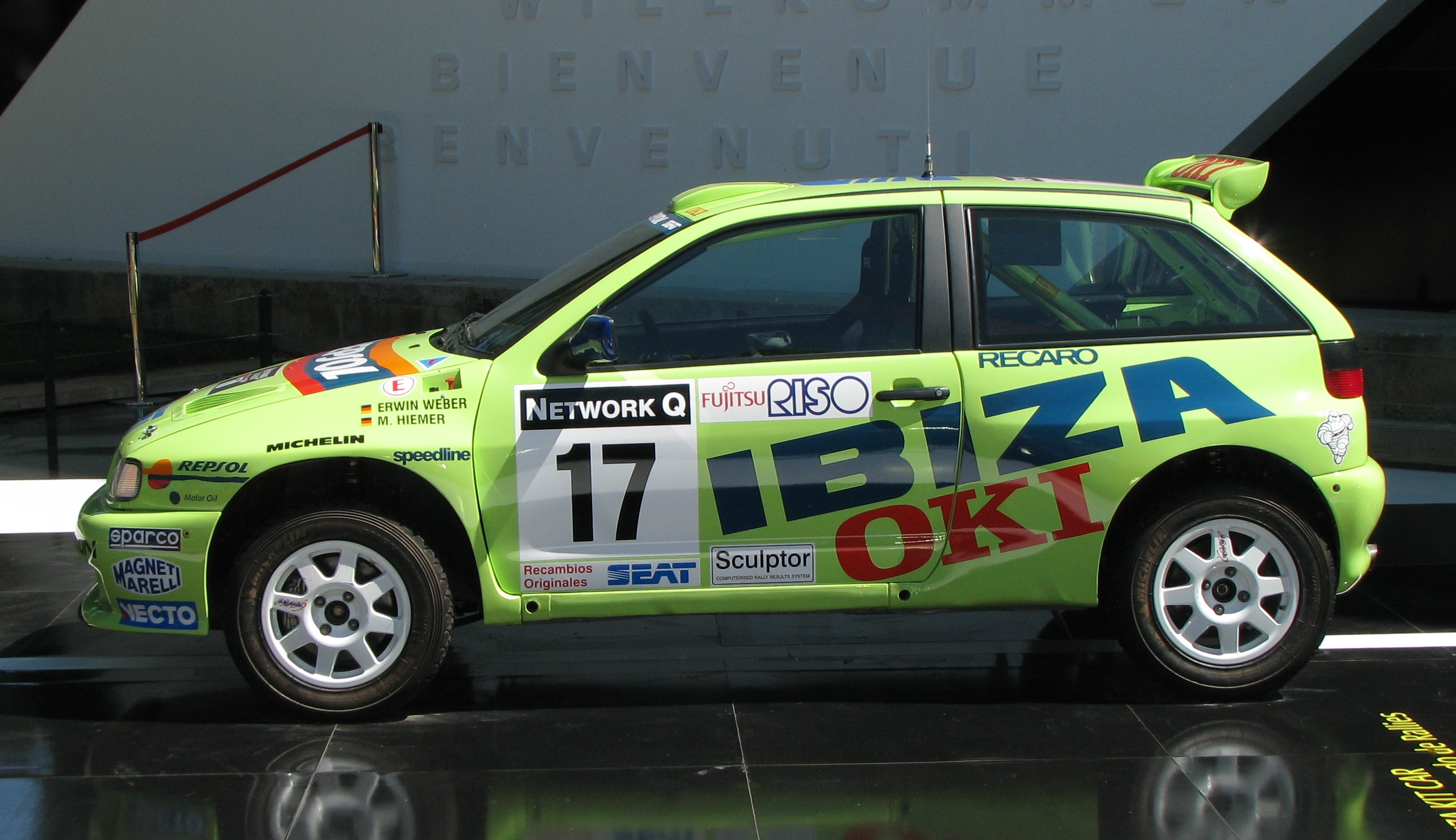
Ibiza Kit Car

Ibiza druhé generace získala značnou popularitu díky svým sportovním úspěchům: v letech 1996, 1997 a 1998 třikrát po sobě vyhrála mistrovství světa FIA v automobilových soutěžích ve třídě vozů s jednou poháněnou nápravou a dvoulitrovým motorem. Není divu, že i sériová dvoulitrová Ibiza GTI 16 V si vysloužila mimořádnou přízeň zejména mladých jezdců chtivých opravdu "ostrého" svezení.
Ibizu Kit Car poháněl motor o objemu 1984 cm3 o výkonu 270 koní a točivém momentu 214 Nm. Váha celého vozu byla jedna tuna. První start se odhrál na Rallye Monte Carlo 1996. Ale konkurenci v podobě vozu Peugeot 306 Maxi nestačil. Seat získal jen jedno vítězství, které získal Jesus Puras. Na konci roku ale titul nakonec připadl Seatu, když porazil tým Škoda Motorsport a jejich Felicie Kit Car. Pro následující sezonu byla představena verze EVO 2, jejíž vývoj vedl Benoit Bagur. Evo 2 měla tužší obrannou klec a novou zadní nápravu. Harri Rovanperä dokonce zvítězil na Rallye San Remo 1997 a Seat opět slavil titul. Největším úspěchem v sezoně 1998 bylo páté místo na Safari rallye. V polovině roku tým přešel na vůz Seat Cordoba WRC. Na britských ostrovech ale s Ibizou dále startoval Toni Gardermeister. Ten zvítězil na rallye Monte Carlo 1999 a dojel pátý ve Švédsku. V současnosti je jeden vůz vystaven v muzeu AutoStadt ve Wolfsburku.